# Alchilbenzeni
In sistematica organica, il termine alchilbenzeni indica una classe di composti costituiti da un anello benzenico a cui sono legati uno o più gruppi alchilici.
Gli alchilbenzeni che contengono un solo gruppo alchilico hanno formula generale {\displaystyle {\ce {Ar-R}}}, in cui il simbolo "{\displaystyle {\ce {Ar}}}" rappresenta il fenile o arile  e "{\displaystyle {\ce {R}}}" rappresenta il gruppo alchilico.
A causa della presenza dell'anello benzenico, tali composti sono dotati di aromaticità.

## Elenco di alchilbenzeni
i derivati più importanti sono i seguenti:
- toluene (metilbenzene): formato da un gruppo arile ed uno metile;
- xilene (dimetilbenzene): formato da un gruppo arile e due gruppi etile (a seconda della posizione reciproca dei metili si parla più in particolare di para-xilene, meta-xilene o orto-xilene);
- mesitilene (1,3,5-trimetilbenzene): formato da un gruppo arile con 3 gruppi metile non adiacenti;
- durene (1,2,4,5-tetrametilbenzene): formato da un gruppo arile con 4 gruppi metile adiacenti a coppie;
- pentametilbenzene: formato da un gruppo arile e 5 gruppi metile;
- esametilbenzene: formato da un gruppo arile e 6 gruppi metile;
- etilbenzene: formato da un gruppo arile ed uno etile;
- cumene (isopropilbenzene): formato da un gruppo arile ed uno isopropile;
- stirene (vinilbenzene): formato da un gruppo arile ed uno vinile;
- alfa-metilstirene (isopropenilbenzene): formato da un gruppo arile ed uno isopropenile.

Toluene
Para-xilene
Meta-xilene
Orto-xilene
Mesitilene
Durene
Pentametilbenzene
Esametilbenzene
Etilbenzene
Cumene
Stirene
Alfa-metilstirene

## Sintesi

### A livello industriale
Si possono ottenere diversi alchilbenzeni tramite il reforming catalitico del petrolio, con questa operazione verranno generati sia il benzene che gli alchilbenzeni. Si opera a pressione di 70 bar e temperatura tra i 400 - 500 °C, come catalizzatore si usa l'allumina insieme al platino.

### In laboratorio
Ci sono molti metodi per sintetizzare questi derivati in laboratorio, ecco i più comuni: 
- alchilazione di Friedel-Crafts (poco usata poiché può dare polisostituzione, trasposizione e non avviene su areni disattivati);
- acilazione di Friedel-Craft con seguente riduzione;
- Reazione di Wurtz-Fittig: {\displaystyle {\ce {Ar-Br + R-Br -> Ar-R + Ar-R2}}}